# The vision, the sword and the pyre – Part II
The vision, the sword and the pyre - part II (Nederlands: Het visioen, het zwaard en de brandstapel) is een studioalbum van Eloy.
Al bij de aankondiging van The vision, the sword and the pyre – Part I was bekend dat er een deel twee zou komen over Frank Bornemanns fascinatie voor Jeanne d'Arc. Eloy nam het album op in Bornemanns eigen geluidsstudio Artist Station Production en de Horus geluidstudio, beide te Hannover.

## Musici
Eloy:
- Frank Bornemann - zang, gitaar, toetsinstrumenten
- Klaus-Peter Matziol – basgitaar
- Michael Gerlach - toetsinstrumenten
- Hannes Folberth - toetsinstrumenten
- Stephan Emig - drumstel, percussie

Met gasten:
- Artur Kühfuss – toetsinstrumenten tracks 1 en 3
- Laila Nysten – zang (track 1)
- Jongerenkoor van de Marktkirche in Hannover (tracks 1 en 5)

## Muziek
Alles geschreven door Frank Bornemann.

| Nr. | Titel                                           | Duur |
| --- | ----------------------------------------------- | ---- |
| 1.  | An instant of relief ... still the war rages on | 6:28 |
| 2.  | Between hope, doubts, fear and uncertainty      | 2:12 |
| 3.  | Patay                                           | 5:23 |
| 4.  | Joy                                             | 3:45 |
| 5.  | Reims ... the coronation of Charles VII         | 2:29 |
| 6.  | Résumé                                          | 2:44 |
| 7.  | Armistice or war?                               | 4;25 |
| 8.  | Paris                                           | 3:47 |
| 9.  | Abandoned                                       | 4:43 |
| 10. | Compiègne                                       | 5:10 |
| 11. | Tormenting imprisonment                         | 2:25 |
| 12. | Rouen                                           | 4:40 |
| 13. | Eternity                                        | 3:48 |

## Ontvangst
De ontvangst van het album was goed binnen de niche van de progressieve rock, vooral bij diegenen die een liefhebber zijn van de bombastische muziek van Eloy. Anderen (ook binnen de niche) vonden het middelmatig. Minpunt bleef de vrij eentonige zang van Bornemann, liefhebbers van Eloys gedragen muziek kennen dat bijna alle voorgaande albums. Geconstateerd werd dat Bornemann eingelijk de enige overlevende is van de Duitse symfogeneratie uit de jaren zeventig. Bornemann zou ook werken aan een boek en een toneelstuk over Jeanne d'Arc  Het album verscheen in albumlijsten in Duitsland en Zwitserland waar het een week genoteerd was op respectievelijk plaats 25 en 82.